# Clathrina intermedia
Clathrina intermedia är en svampdjursart som först beskrevs av Kirk 1895.  Clathrina intermedia ingår i släktet Clathrina och familjen Clathrinidae. Inga underarter finns listade i Catalogue of Life.